# Zenith Point
Koordinaten: 72° 0′ 7″ N, 94° 37′ 20″ W
Zenith Point ist ein Kap am Nordende der Boothia-Halbinsel in Nunavut, Kanada und der nördlichste Punkt des amerikanischen Festlandes.
Das Kap liegt im Norden des Murchison-Promontoriums, einer Halbinsel im Norden von Boothia, an der schmalen, 33 km langen Bellotstraße in der Region Kitikmeot. Diese trennt das Festland von Somerset Island, die nur 1,3 km nördlich liegt. An der Bellotstraße, 14 km östlich des Zenith Point, liegt der ehemalige Handelsposten Fort Ross, der letzte von der Hudson’s Bay Company gegründete; er wurde von 1937 bis 1948 betrieben und war die einzige Siedlung auf Somerset Island. Das ehemalige Warenhaus wurde wieder instand gesetzt und wird von Reisenden, Wissenschaftlern und Inuit-Karibujägern benutzt. Die nächste bewohnte Ortschaft ist Taloyoak im Süden von Boothia, 277 km entfernt.
Die Bellotstraße wurde 1852 von William Kennedy und Joseph-René Bellot entdeckt, als sie nach der verschollenen Franklin-Expedition suchten. Durchfahren wurde sie zuerst 1937 von dem Schotten E. J. „Scotty“ Gall mit dem Schiff Aklavik im Auftrag der Hudson Bay Company von Westen nach Osten. Dabei wurde auch zum ersten Mal der Zenith Point umschifft.
Zenith Point liegt 13 km vom östlichen und 19 km vom westlichen Ende der Bellotstraße entfernt. Er befindet sich in der nordwestlichen Ecke einer kleinen, etwa 200 m langen und fast rechteckigen Halbinsel und liegt etwa 20 m nördlicher als ein Kap 3,3 km östlich. Das Land ist felsig und wegen der hohen geografischen Breite kaum bewachsen. Es ist voller Seen; ein etwa ein Quadratkilometer großer liegt weniger als zwei Kilometer vom Kap entfernt. 16 km südlich gibt es einen 25 km langen Meeresarm der Franklin Strait, den Kangilukutaak Inlet, den nur 720 m Land vom Golf von Boothia trennen. Als nördlichster Festlandpunkt Nordamerikas sowie des gesamten Doppelkontinents Amerika liegt Zenith Point ziemlich genau 2000 Kilometer südlich des Nordpols und 68 km weiter nördlich als Point Barrow, der nördlichste Punkt Alaskas.